# 南阿丹西縣
南阿丹西縣（英語：Adansi South District）為迦納阿散蒂大區轄下之一縣。其區域面積1,380平方公里，2021年人口85,200人，首府為新伊度比斯（New Edubiase）。
南阿丹西縣完全坐落在森林內。
經濟方面，南阿丹西縣中含有八處自然森林保護區。硬木為該縣主要資產。該縣有種植鳳梨、腰果、黑胡椒以及番茄等作物。
旅遊方面，該縣含有景色優美的瀑布和山脈，因此該縣之生態旅遊十分熱門。

## 外部連結
- . Statoids.
- GhanaDistricts.com